# Basilica di Santa Chiara
La basilica di Santa Chiara è un importante luogo di culto del centro storico di Assisi.

## Storia
La chiesa venne costruita, dopo la morte di santa Chiara, tra il 1257 e il 1265, attorno all'antica chiesa di San Giorgio, che fino al 1230 aveva custodito le spoglie mortali di san Francesco. Le spoglie della santa vennero traslate già nel 1260, mentre la consacrazione solenne avvenne nel 1265, alla presenza di Clemente IV. I lavori di costruzione furono eseguiti dall'architetto Filippo da Campello.
La cripta che ospita oggi la tomba della santa fu realizzata solamente nel 1850.
Originariamente fu stata creata per ospitare il gruppo religioso delle Clarisse, che vissero nella chiesa di San Damiano.

## Descrizione
Lo stile architettonico è quello gotico, e ricorda molto da vicino la quasi contemporanea basilica superiore di San Francesco d'Assisi.

### Esterno

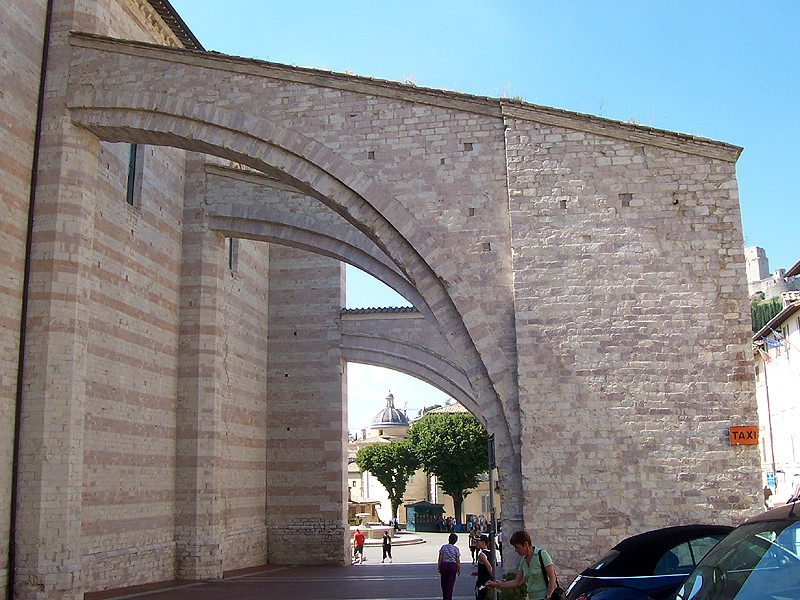
Gli archi rampanti

L'esterno è caratterizzato da tre grossi contrafforti poligonali a forma di ampi archi rampanti che rinforzano il fianco sinistro dell'edificio (fine del XIV secolo). La facciata è realizzata a filari di pietra locale bianca e rosa, tripartita da cornici. Il portale è a tutto sesto, con la ghiera attorno alla lunetta che è sostenuta da due leoni a riposo. La lunetta presenta un affresco molto rovinato di Giacomo Giorgetti.
Più in alto, il rosone ha un doppio giro di colonnine e archetti. La facciata si conclude a timpano con un oculo al centro.
Vicino alla porta laterale sporgono una cappella rivestita da riquadri rosati su sfondo bianco, aggiunta all'inizio del Trecento, e il transetto. L'abside ha forma poligonale, con tre alte monofore. Il campanile a base quadrata si erge sul fianco, con bifore e grandi monofore, sormontato da una cuspide.

### Interno
L'interno della chiesa è a croce latina con navata unica (quattro campate), transetto e abside poligonale. Gli archi delle volte poggiano su pilastri a fascio, che attraversano le pareti nude, ravvivate solo da un ballatoio sopra il quale si aprono delle monofore. Anticamente la navata ospitava un ciclo di affreschi sulla vita della santa, di cui restano solo pochi frammenti dopo la scialbatura settecentesca e i danni del terremoto del 13 gennaio 1832.

#### Navata

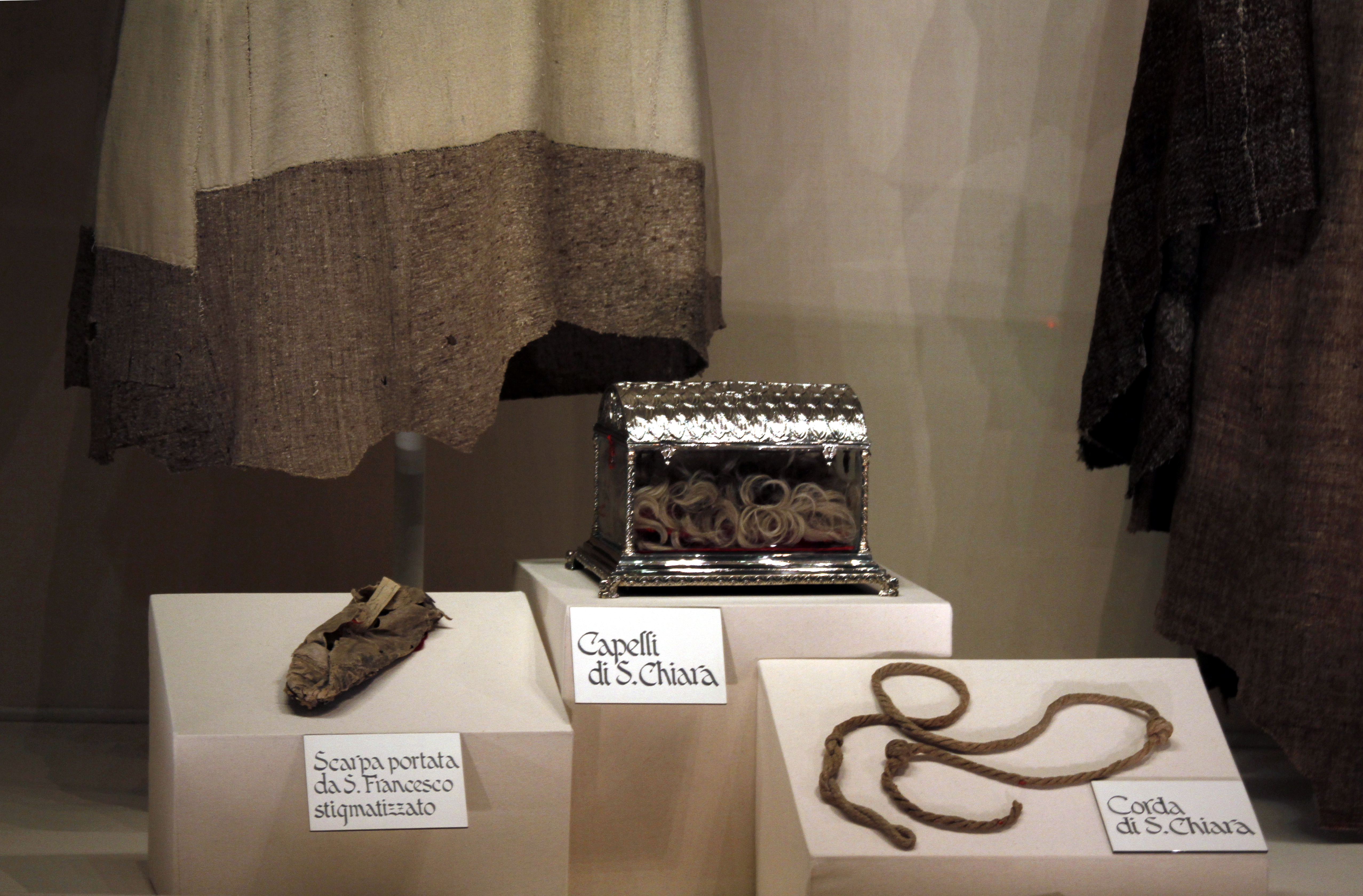
Reliquie di santa Chiara

Nella navata si apre una sola cappella, detta di Sant'Agnese, situata nella quarta campata a sinistra. Di forma pentagonale è dedicata alla sorella di santa Chiara ed è decorata da affreschi del 1914 di Girolamo Marinelli e pitture murali di Sigismondo Spagnoli.
Sul lato destro si apre invece l'ambiente della cappella di San Giorgio, già facente parte della primitiva chiesetta. Una vetrata la divide in due ambienti, uno dei quali è oggi la cappella del Sacramento. Quest'ultima è decorata dagli affreschi di Pace di Bartolo (sulla parete di ingresso Annunciazione, San Giorgio, Natività e Adorazione dei Magi) e di Puccio Capanna (parete sinistra, Madonna col Bambino in trono e santi), oltre che di un maestro trecentesco umbro influenzato da Giotto e Pietro Lorenzetti (Resurrezione, Deposizione, Sepoltura di Cristo). Sulla parete dietro l'altare si trovano i frammenti della decorazione duecentesca e altri successivi del Trecento, in cui si riconoscono Santa Caterina e una santa, Santi Chiara, Francesco e Agnese.
Da questo ambiente si accede anche all'oratorio del Crocifisso o delle Reliquie, dove si conserva sopra l'altare l'originale Crocifisso di san Damiano che parlò a San Francesco nell'eremo di San Damiano. Gli affreschi sono di Francesco Tartaglia (1527): sull'ingresso Santa Chiara, Maestà, Sant'Anna, San Girolamo, San Rocco, San Francesco; nell'arco Urbano V attribuito a Pace di Bartolo. Dietro una grata sono esposte alcune reliquie:
- Una cassetta col cranio di sant'Agnese
- Il camice da diacono di san Francesco ricamato da santa Chiara
- La tonaca, il mantello, il cordone di santa Chiara e un cofano coi suoi capelli
- Una tonaca di san Francesco
- Un sandalo e una calza di san Francesco fatti da santa Chiara
- La tonacella di san Francesco
- Un velo nero, una tonaca interna, un cilicio e un crocifisso appartenuti a santa Chiara.

Il trittico a sportelli con la Madonna col Bambino e storie di Cristo è di Rinaldo di Ranuccio.
Dalla navata si accede anche alla Cripta, ricavata nel 1850-1872 e sistemata in stile neogotico nel 1935. Qui, attraverso una grata, si vede l'urna con le spoglie di santa Chiara. Al centro si trova un tempietto con l'altare, nella cui parte superiore, accessibile tramite una scaletta, si vede il sarcofago in pietra in cui era già stato conservato il corpo della santa.

#### Transetto

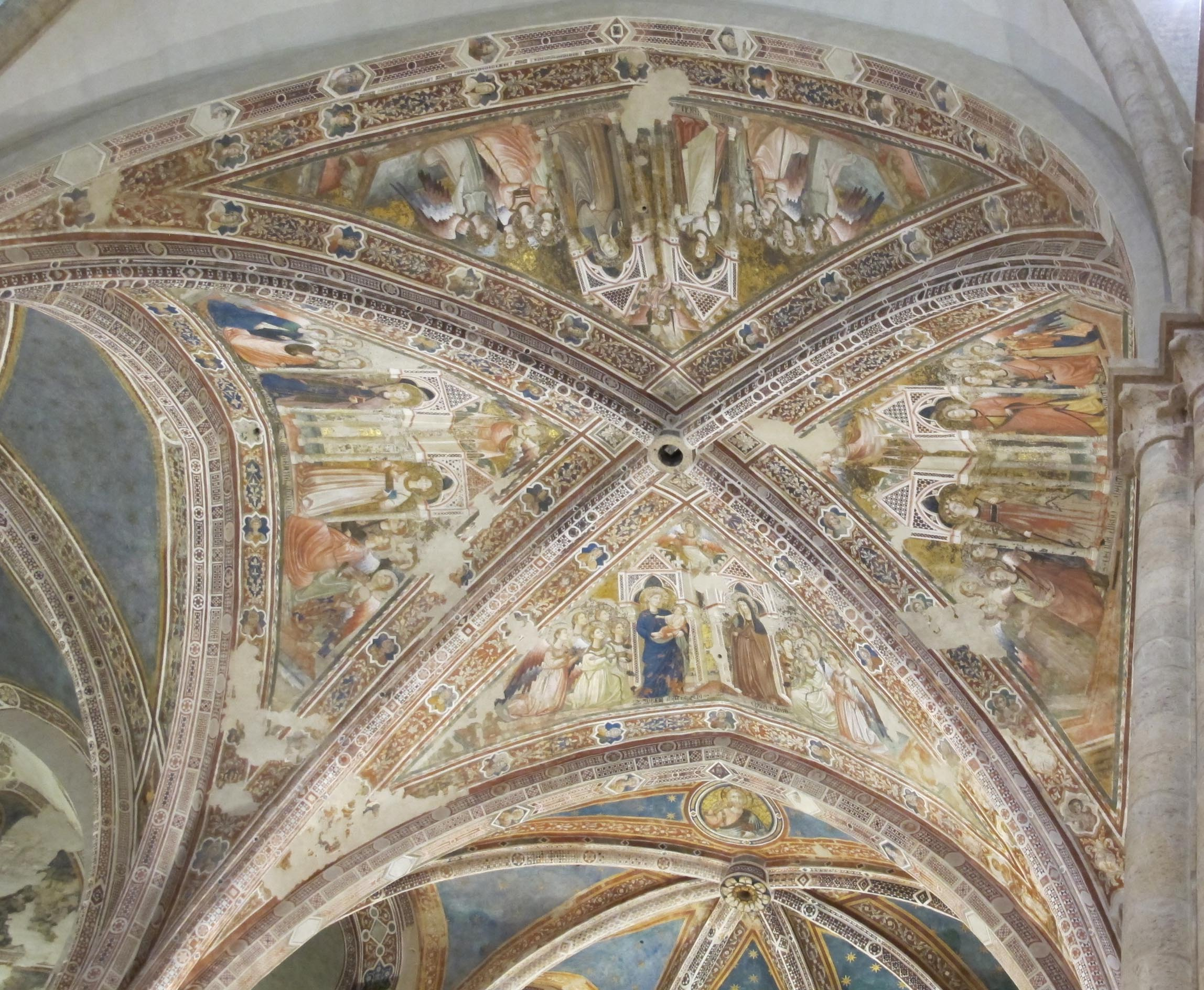
La volta con le Sante in gloria del Maestro Espressionista di Santa Chiara

Nel transetto sinistro si trova, sulla parete di fondo, una Natività della metà del Trecento di un ignoto maestro giottesco di formazione umbra, denominato appunto il Maestro della Natività di Santa Chiara.
A sinistra la tavola con la Madonna col Bambino del Maestro di Santa Chiara (1265 circa). Nelle pareti più alte frammenti di Storie del Vecchio Testamento della fine del Duecento, di scuola romana o toscana.
Il presbiterio ha al centro l'altare maggiore entro una serie di 12 colonnine poligonali con capitelli gotici, opera di maestranze umbre della fine del XII secolo, chiuse da una cancellata in ferro battuto in parte originale, in parte restaurata con rifacimenti nel XVIII secolo.
Il Crocifisso appeso è opera del Maestro di Santa Chiara, artista della fine del Duecento. Gli affreschi nelle quattro vele sono attribuiti al cosiddetto Maestro Espressionista di Santa Chiara, artista invece seguace di Giotto, databili al 1337 circa e raffiguranti scene allegoriche con al centro coppie di sante: Maria e santa Chiara, Sante Agnese vergine sorella di Chiara e Agnese martire, Sante Caterina d'Alessandria e Margherita d'Antiochia, Sante Lucia e Cecilia. Nello sfarzo del fondo oro e nella ricchezza delle architetture dipinte questi affreschi si ispirano alle Allegorie francescane della basilica inferiore di Assisi.
Nel transetto destro si trova un'altra tavola attribuita al Maestro di Santa Chiara con Santa Chiara e otto storie della sua vita (1283, opera eponima). Sulla parete di fondo sono invece affreschi frammentari con i Funerali di santa Chiara e il Trasporto della salma di santa Chiara, sempre del Maestro Espressionista di Santa Chiara (opera eponima), assegnabili al primo decennio del Trecento. Allo stesso maestro sono riferiti anche l'Annuncio a Gioacchino, lo Sposalizio della Vergine, la Strage degli innocenti, la Fuga in Egitto, la Disputa nel Tempio e il Giudizio finale nella parte alta delle pareti.

### Organo a canne
Nell'abside, alle spalle dell'altare maggiore, vi è l'organo a canne della basilica, costruito nel 1935 dalla ditta Giustozzi e restaurato nel 1951 dalla ditta Mascioni.
Lo strumento è a trasmissione elettro-pneumatica, con consolle mobile indipendente avente due tastiere di 58 note ciascuna ed una pedaliera concavo-radiale di 30. La cassa lignea in stile neogotico che racchiude l'organo si articola in tre campi, tre al centro, e due ai lati, con canne di principale con bocche allineate.

### Protomonastero di Santa Chiara
Il convento di clausura di Santa Chiara, detto anche protomonastero, si trova nel lato verso valle, invisibile da vicino. Ingrandito fra Tre e Quattrocento, ha un chiostro da cui si accede all'antica cripta della chiesetta di San Giorgio. Tra le opere conservate nel monastero spicca la Crocifissione e quattro santi di Puccio Capanna, già nella cappella del Sacramento.

## Galleria d'immagini

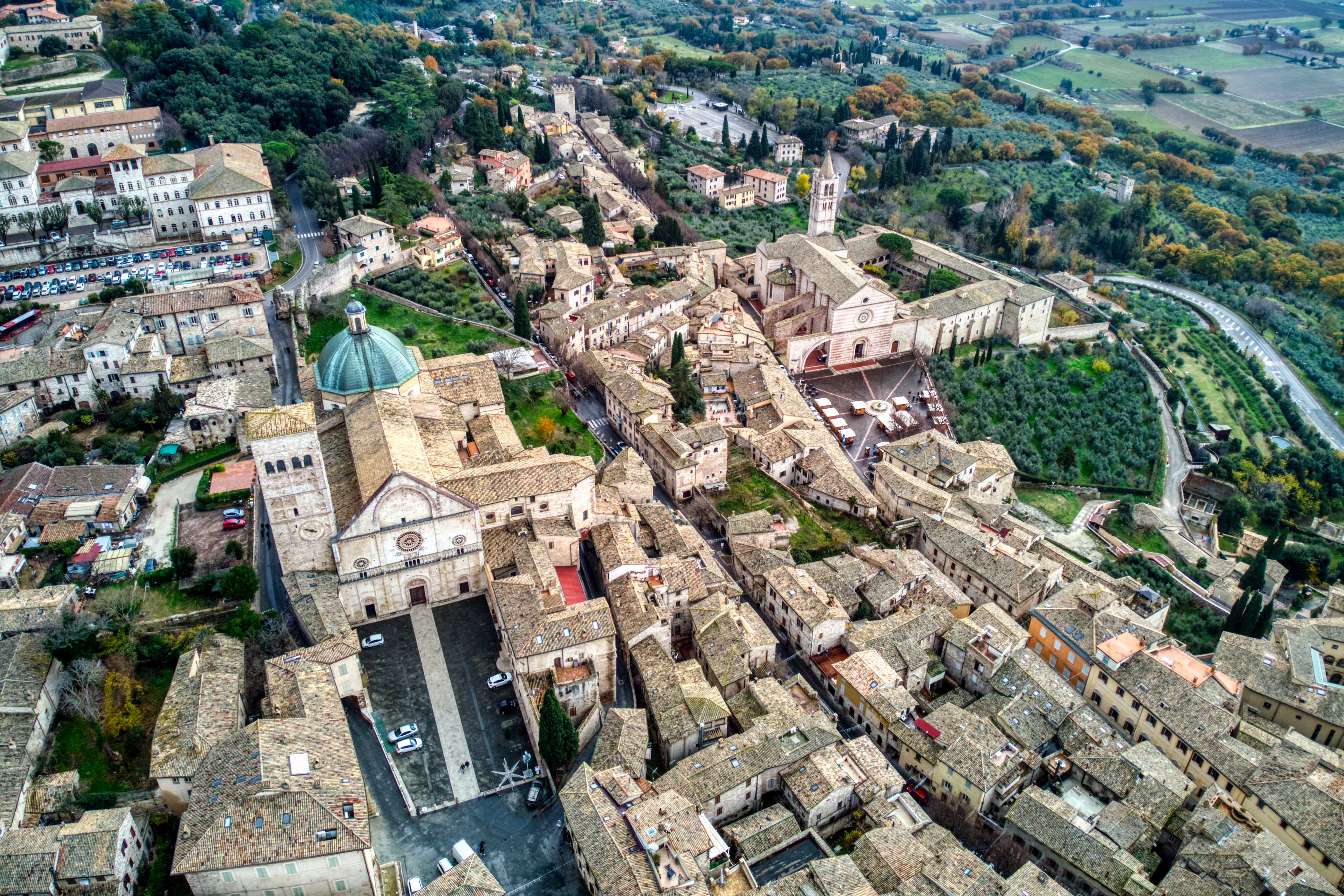
La basilica nella città di Assisi sotto la Cattedrale di San Rufino
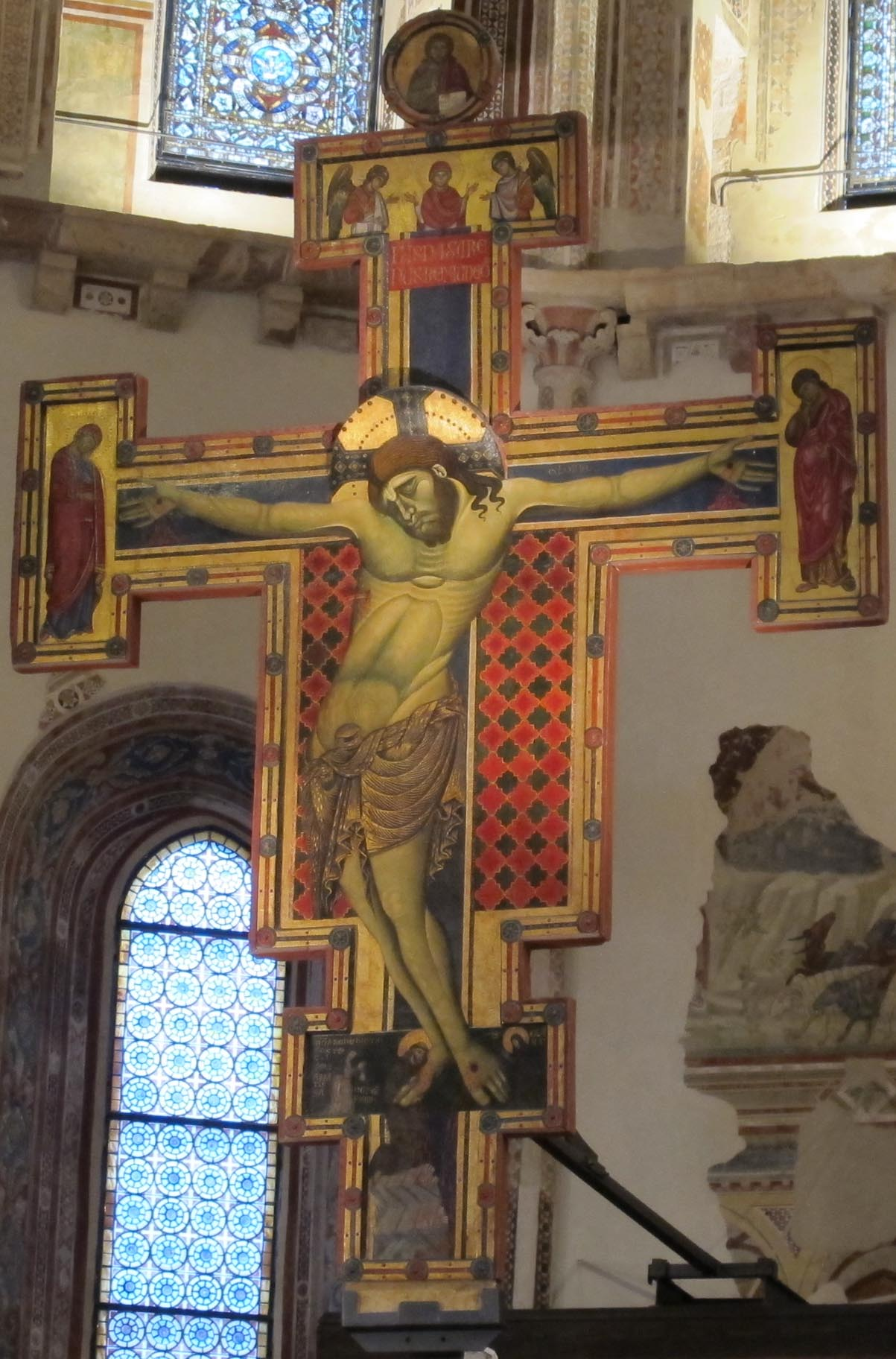
Crocifisso del Maestro di Santa Chiara
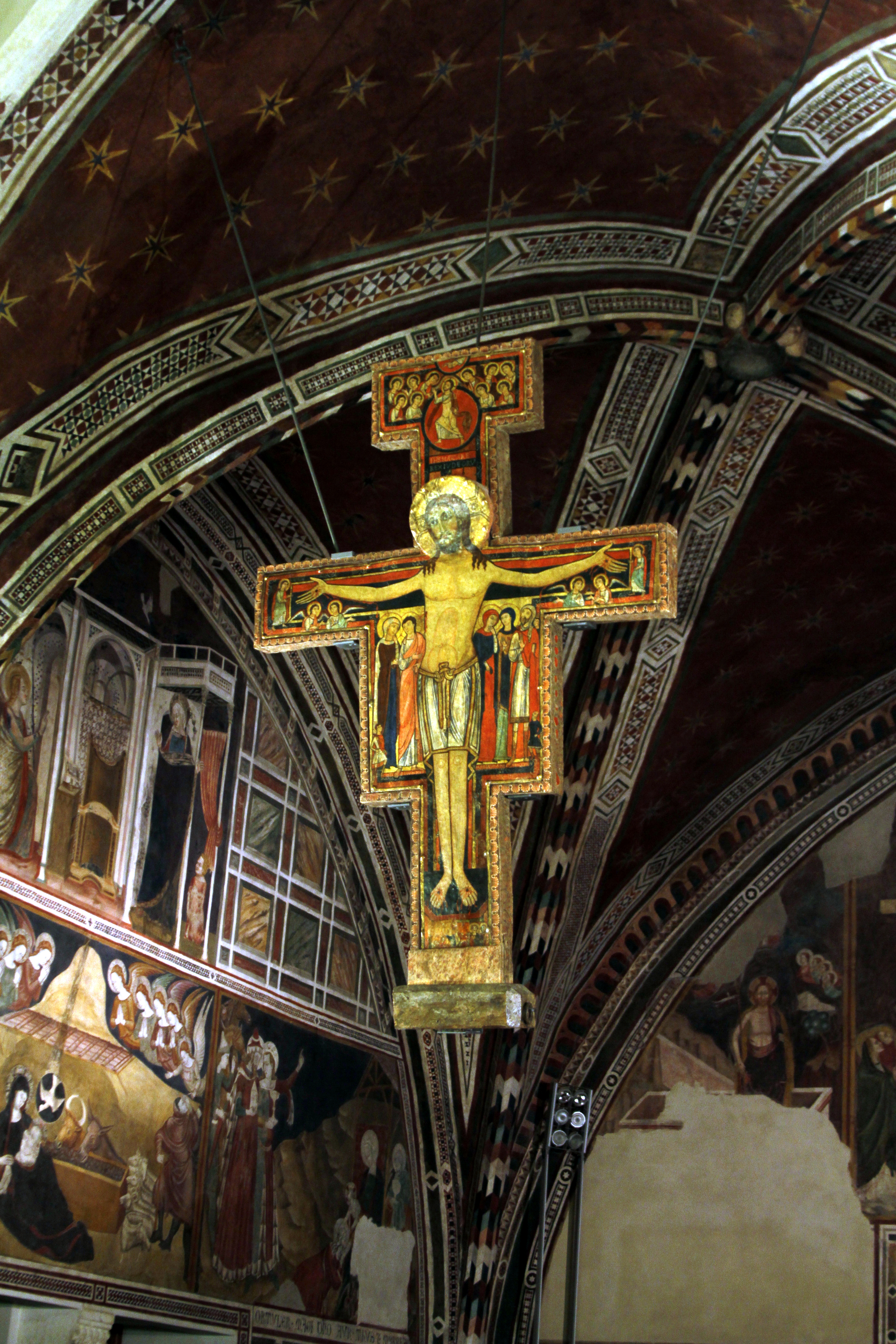
Crocifisso di San Damiano così come appeso in basilica
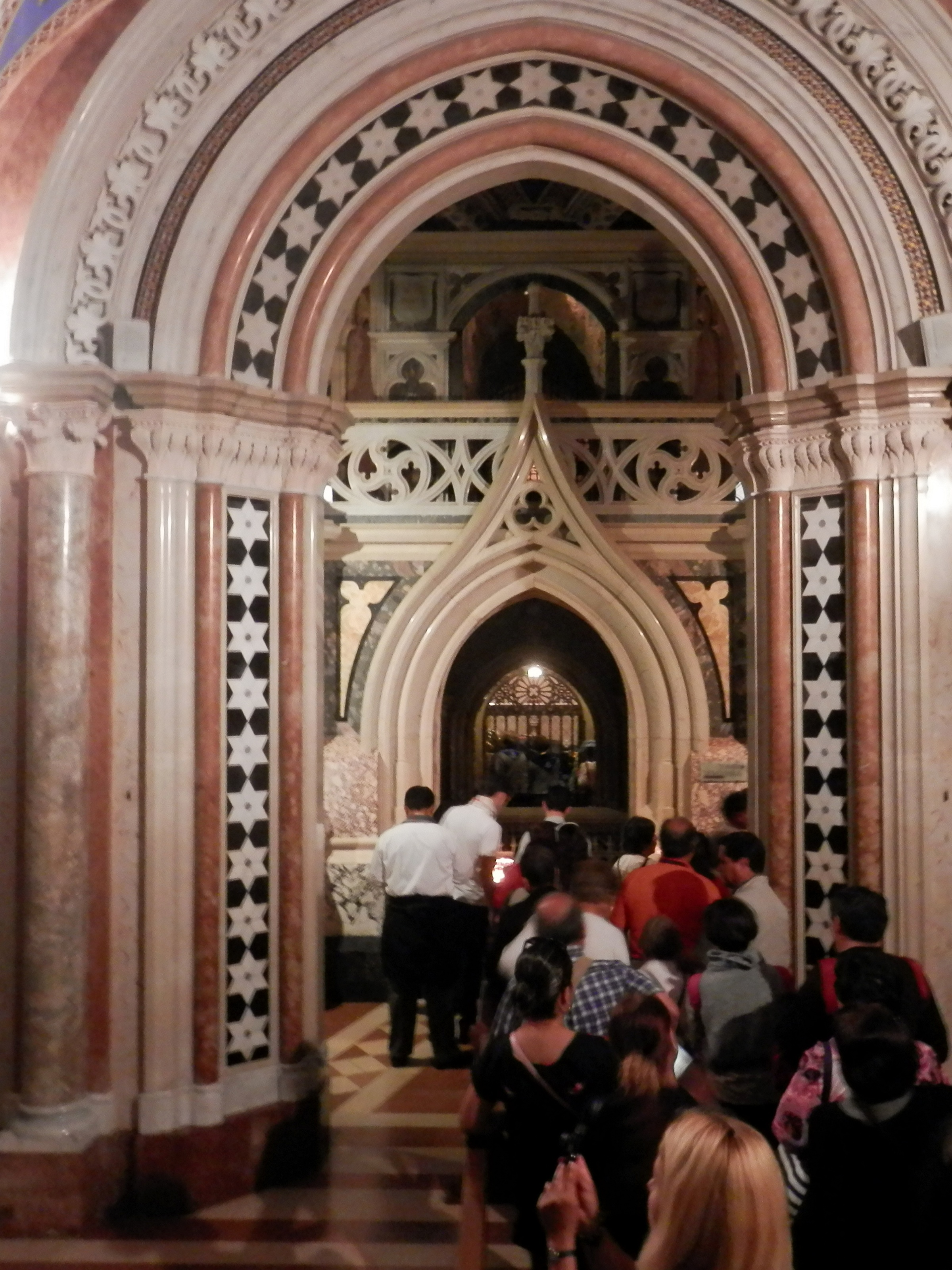
La cripta con la tomba della santa titolare